# Буда I (Тракай)
Буда I (лит. Būda I, пол. Buda Nowa III) — деревня в Тракайском старостве, в Тракайском районе Вильнюсского уезда Литвы. Располагается в 7 км на северо-востоке от Бражуоле.

## Население
| 1905                           | 1931 | 1959 | 1970 | 1979 | 1989 | 2001 | 2011 |
| ------------------------------ | ---- | ---- | ---- | ---- | ---- | ---- | ---- |
| 23                             | 30   | 20   | 2    | 14   | 2    | 4    | 2    |
| Гистограмма динамики населения |      |      |      |      |      |      |      |